# Autoridad Monetaria de las Maldivas
La Autoridad Monetaria de las Maldivas (en inglés: Maldives monetary authority) es el banco central de Maldivas.

## Historia
Se estableció el 1 de julio de 1981, bajo el mandato provisto por la "Ley del MMA", ubicada en la ciudad capital de Malé. El actual gobernador y presidente es el Dr. Ahmed Naseer y el vicegobernador es Aishath Zahira. Es un miembro de la Unión de compensación asiática .

## Funciones
Sus funciones principales son emitir moneda, regular su disponibilidad, promover su estabilidad, administrar licencias, supervisar y regular instituciones en el sector financiero, formular e implementar políticas monetarias y asesorar al gobierno sobre cuestiones relacionadas con la economía y sistemas financieros.
El MMA es miembro de la Alianza para la Inclusión Financiera y participa activamente en el desarrollo de políticas de inclusión financiera .